# Nora Al Matrooshi
Nora AlMatrooshi (en árabe: نورا المطروشي‎; nacida en 1993) es una ingeniera y astronauta emiratí. En abril de 2021, fue seleccionada para entrenarse con el Grupo 23 de astronautas de la NASA para trabajar como especialista en misiones internacionales.

## Carrera
AlMatrooshi es ingeniera mecánica de formación y licenciada por la Universidad de los Emiratos Árabes Unidos. Compitió en la Olimpiada Internacional de Matemáticas de 2011 en Ámsterdam, Países Bajos. También estudió en 2014 en la Universidad de Ciencias Aplicadas de Vaasa (VAMK) en Finlandia, y estudió coreano en la Universidad de Hanyang en Seúl, Corea del Sur. Desde 2016, trabaja como ingeniera de tuberías en la Compañía Nacional de Construcción Petrolera de los EAU. También es miembro de la Sociedad Americana de Ingenieros Mecánicos.
Es la primera mujer árabe en graduarse del programa de astronautas de la NASA.

## Lectura adicional
- Bartels, Meghan (11 de agosto de 2021). «The United Arab Emirates has 2 new astronauts. They're shooting for the moon.». Space.com (en inglés). Consultado el 23 de diciembre de 2021.

- Datos: Q106460806
- Multimedia: Nora Al Matrooshi / Q106460806